# Schweipolt Fiol

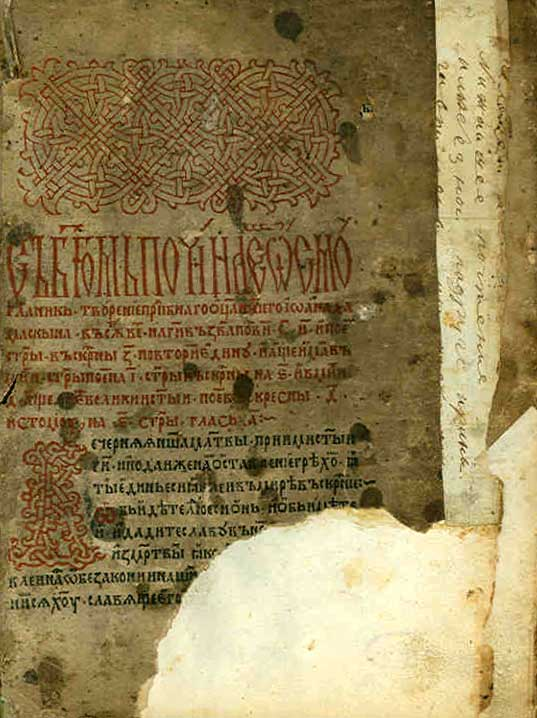
Octoeco de Fiol de 1491

Schweipolt Fiol (também grafado como Sebald Vehl ou Veyl, morto em 1525) foi um tipógrafo e empresário de origem alemã, pioneiro da prensa em alfabeto cirílico. Especialmente conhecidos foram seus incunábulos de livros litúrgicos bizantinos em eslavônico impressos em Cracóvia, dentre os quais o primeiro livro impresso em cirílico na história, um octoeco de 1491.